# Église Notre-Dame-de-la-Visitation de La Rochette
L’église Notre-Dame-de-la-Visitation est un édifice religieux catholique situé à La Rochette (Seine-et-Marne), en France.

## Situation et accès
L’édifice est situé entre la rue de l’Église et la rue de la Forêt, au centre de La Rochette. Plus largement, il se trouve dans le département de Seine-et-Marne, en région Île-de-France.